# Gli imbattibili Save-Ums!
Gli imbattibili Save-Ums! è una serie di animazione canadese-americana prodotta dalla CBC, The Dan Clark Company, C.O.R.E. Toons, Decode Entertainment e Discovery Kids. Andò in onda per la prima volta su  Discovery Kids e CBC Television il 24 febbraio 2003. In Italia è stato trasmesso su Rai 2 dal 5 luglio 2004.

## Personaggi principali
- Noodle: è una creatura simile un segugio bianco che è il più intelligente del gruppo ed è il più maturo, essendo spesso la voce della ragione che permette agli altri di vedere ciò che è giusto. Sceglie spesso le macchine necessarie per il lavoro e pilota Sottocottero.
- Custard è un simpatico Save-Um viola e rosso dalle orecchie di gatto che pilota lo Zoomer.
- Ka-Chung: è una creatura simile un ippopotamo rosso e bianco che è il più duro dei Save-Um. Come suggerisce il suo nome, è noto per gridare "Ka-Chung!" come il suo tormentone. Pilota il Ka-Trapano.
- Jazzi: è una bambina entusiasta viola con capelli rossi che sogna di parlare la lingua dei cavalli selvaggi. Ha paura dell'acqua e ha dimostrato di essere la leader in numerosi episodi. Cerca anche suo fratello minore Bubujanniz, ma tutti i Save-Ums si prendono cura di lui.
- Foo: è una creatura simile un pesce angelo blu e giallo che è la più bella dei Save-Ums e va avanti in quasi tutte le missioni. Lei vola un jet pack.
- Bubujanniz: è il fratello minore viola di Jazzi, che ha una testa a forma di palla da football americano viola. Dal momento che è troppo giovane per andare in missione, gioca principalmente con i Puffs.

## Doppiaggio
| Nome del personaggio        | Doppiatore originale                                  | Doppiatore italiano |
| --------------------------- | ----------------------------------------------------- | ------------------- |
| Noodle                      | Mark Rendall (stagione 1) Cameron Ansell (stagione 2) | Tatiana Dessi       |
| Custard                     | Jordan-Blair Francis                                  | Cinzia Villari      |
| Ka-Chung                    | Mitchell Eisner                                       | Gaia Bolognesi      |
| Jazzy                       | Tajja Isen                                            | Maura Cenciarelli   |
| Foo                         | Aaryn Doyle                                           | Monica Vulcano      |
| Tina Monkey                 | Melanie Tonello                                       | ?                   |
| Dori                        | Alexandra Lai                                         | ?                   |
| Peque                       | ?                                                     | Gemma Donati        |
| Terrell il vermino luminoso | ?                                                     | Gabriele Lopez      |

## Episodi

### Stagione 1
| nº | Titolo inglese                   | Titolo italiano                       | Prima Tv USA     | Prima Tv Italia |
| -- | -------------------------------- | ------------------------------------- | ---------------- | --------------- |
| 1  | Untangle That Octopus!           | I lacci delle scarpe                  | 10 marzo 2003    |                 |
| 2  | Runaway Toy Car!                 | Chi ha rotto il telecomando           | 10 marzo 2003    |                 |
| 3  | Dino Sandwich!                   | Un cucciolo da sfamare                | 17 marzo 2003    |                 |
| 4  | Where Are Winston's Glasses?     | La balena senza occhiali              | 17 marzo 2003    |                 |
| 5  | The Mystery of Winston's Garden! | Il mistero dei cocomeri               | 24 marzo 2003    |                 |
| 6  | Operation Banana Split!          | Missione gelato                       | 24 marzo 2003    |                 |
| 7  | Scary Things Don't Blink!        | Il mostro della caverna               | 31 marzo 2003    |                 |
| 8  | Tina in the Sky!                 | L'aquilone dei sogni                  | 31 marzo 2003    |                 |
| 9  | Save That Little Tree!           | Un albero da salvare                  | 7 aprile 2003    |                 |
| 10 | A Rock in Winston's Garden!      | Aiutiamo i fiorellini                 | 7 aprile 2003    |                 |
| 11 | Operation Dino Diaper!           | Il pannolino sporco                   | 14 aprile 2003   |                 |
| 12 | Rescue Wonder Winston!           | La balena incastrata                  | 14 aprile 2003   |                 |
| 13 | Fix That Broken Drum!            | Il concerto di Olena                  | 21 aprile 2003   |                 |
| 14 | Brush That Dino's Tooth!         | Puliamo il dentino                    | 21 aprile 2003   |                 |
| 15 | Andre's Super Water Bubble!      | Il cavalluccio marino e le formichine | 28 aprile 2003   |                 |
| 16 | Catch That Falling Crab!         | Un volo sul pallone                   | 28 aprile 2003   |                 |
| 17 | Making Little Peque Safe!        | Peque sui pattini                     | 5 maggio 2003    |                 |
| 18 | Andre's Hole in One!             | Un super starnuto                     | 5 maggio 2003    |                 |
| 19 | Oscar Has a Flat!                | La ruota sgonfia                      | 12 maggio 2003   |                 |
| 20 | Panic Picnic in Wave World!      | Picnic nel mondo delle onde           | 12 maggio 2003   |                 |
| 21 | The Ghost of Wave World!         | La bambola Betty                      | 19 maggio 2003   |                 |
| 22 | Tina's Extra Special Thing!      | Un segreto per Oscar                  | 19 maggio 2003   |                 |
| 23 | Unstick That Ant!                | La formica incollata                  | 26 maggio 2003   |                 |
| 24 | Follow That Mystery Map!         | La mappa misteriosa                   | 26 maggio 2003   |                 |
| 25 | Wash That Dirty Dino!            | Il bagnetto                           | 2 giugno 2003    |                 |
| 26 | Save That Fish!                  | Un pesciolino in pericolo             | 2 giugno 2003    |                 |
| 27 | Find That Little Grub's Phone!   | Il telefono dei vermini luminosi      | 9 giugno 2003    |                 |
| 28 | Bats and Oranges!                | Aiutiamo i pipistrelli                | 9 giugno 2003    |                 |
| 29 | Swing That Baby Dino!            | L’altalena gigante                    | 16 giugno 2003   |                 |
| 30 | Rescue That Loco Coco!           | Le formiche alla deriva               | 16 giugno 2003   |                 |
| 31 | Danger: Sticky Food!             | Pericolo: cibo appiccicoso            | 23 giugno 2003   |                 |
| 32 | Too Many Bananas!                | Una montagna di banane                | 23 giugno 2003   |                 |
| 33 | Lost in Rock World!              | La pista da seguire                   | 30 giugno 2003   |                 |
| 34 | The Vanishing!                   | Festa a sorpresa                      | 30 giugno 2003   |                 |
| 35 | Operation Seesaw!                | Operazione dondolo                    | 7 luglio 2003    |                 |
| 36 | Two Cakes in One!                | La torta della discordia              | 7 luglio 2003    |                 |
| 37 | Time to Paint a Picture!         | Pittori principianti                  | 14 luglio 2003   |                 |
| 38 | Pick Up That Spoon!              | Il cucchiaio gigante                  | 14 luglio 2003   |                 |
| 39 | Foo is Powerful!                 | Le imprese di Foo                     | 21 luglio 2003   |                 |
| 40 | Stop Winston's Hiccups!          | Un super singhiozzo                   | 21 luglio 2003   |                 |
| 41 | Fix That Trophy!                 | Bisogna dire la verità                | 28 luglio 2003   |                 |
| 42 | A Little Goes a Long Way!        | Bubu Jammies si fa coraggio           | 28 luglio 2003   |                 |
| 43 | Tie That Balloon!                | Salviamo la festa                     | 4 agosto 2003    |                 |
| 44 | Pitch That Tent!                 | Il campeggio                          | 4 agosto 2003    |                 |
| 45 | Monkey Up a Tree!                | Un albero troppo alto                 | 11 agosto 2003   |                 |
| 46 | It's Halloween!                  | La festa di Halloween                 | 11 agosto 2003   |                 |
| 47 | Entertain Those Grubs!           | La varicella                          | 18 agosto 2003   |                 |
| 48 | Keep Those Monkeys Cool!         | Un po’ di fresco                      | 18 agosto 2003   |                 |
| 49 | Super Cool Birthday Message!     | La formichina triste                  | 25 agosto 2003   |                 |
| 50 | Hide and Seek!                   | Giochiamo a nascondino                | 25 agosto 2003   |                 |
| 51 | Save That Ant!                   | Raimondo in pericolo                  | 1 settembre 2003 |                 |
| 52 | Find That Pet!                   | Il sasso di Colin                     | 1 settembre 2003 |                 |

### Stagione 2
| nº | Titolo inglese                | Titolo italiano                 | Prima Tv USA   | Prima Tv Italia |
| -- | ----------------------------- | ------------------------------- | -------------- | --------------- |
| 1  | Make That Grub Gluey Again!   | Il problema del vermino         | 18 aprile 2005 |                 |
| 2  | Save That Sandman!            | Il pupazzo di sabbia            | 18 aprile 2005 |                 |
| 3  | Operation Beat Poetry Party!  | La festa della poesia           | 25 aprile 2005 |                 |
| 4  | Hopscotch Emergency!          | La ninna nanna                  | 25 aprile 2005 |                 |
| 5  | Rockabye That Baby Dino!      | Il dinosauro triste             | 2 maggio 2005  |                 |
| 6  | Splinter Emergency!           | La scheggia di legno            | 2 maggio 2005  |                 |
| 7  | Lava World Race!              | Corsa a Vulcanolandia           | 9 maggio 2005  |                 |
| 8  | Scratch that Whale's Back!    | Grattate la schiena alla balena | 9 maggio 2005  |                 |
| 9  | Make That Whale a Doll!       | La bambola triste               | 16 maggio 2005 |                 |
| 10 | Operation Rocco Robot!        | Il robot impazzito              | 16 maggio 2005 |                 |
| 11 | Save Those Glasses!           | La scimmietta senza occhiali    | 23 maggio 2005 |                 |
| 12 | Extra Icky Spider Web!        | La grande ragnatela             | 23 maggio 2005 |                 |
| 13 | Making Winston Go Poof!       | Il mago Andrè                   | 30 maggio 2005 |                 |
| 14 | Stop That Ice Cream!          | Un fiume di gelato              | 30 maggio 2005 |                 |
| 15 | Red Puff's Big Adventure!     | Il piumino smarrito             | 6 giugno 2005  |                 |
| 16 | Elizabat's Pet Potato!        | La patata ammalata              | 6 giugno 2005  |                 |
| 17 | Make Those Valentines!        | La festa di San Valentino       | 13 giugno 2005 |                 |
| 18 | Loco Coco Is Sinking!         | La barchetta affondata          | 13 giugno 2005 |                 |
| 19 | Keep on Dancing!              | La gara di ballo                | 20 giugno 2005 |                 |
| 20 | Spooky Tickle Adventure!      | Il solletico misterioso         | 20 giugno 2005 |                 |
| 21 | Smile, Silly Sea Sammies!     | Le margherite tristi            | 27 giugno 2005 |                 |
| 22 | Tony And Sal's Treasure Hunt! | I granchi pirati                | 27 giugno 2005 |                 |
| 23 | Grab That Crab!               | Il granchio appeso              | 4 luglio 2005  |                 |
| 24 | Teddysaurus Rescue!           | Emergenza orsacchiottone        | 4 luglio 2005  |                 |
| 25 | Mount Rock World Adventure!   | L’avventura dei vermini         | 11 luglio 2005 |                 |
| 26 | Lift That Weight!             | Solleviamo i pesi               | 11 luglio 2005 |                 |